# وينتل
وينتل هو مصطلح مركب يدمج كلا من ويندوز وإنتل ويشير إلى الحواسيب الشخصية التي تستخدم معالجات تتوفق مع بنية x86 من إنتل وتعمل بنظام الويندوز، وفي الغالب يستخدم هذا المصطلح لوصف الممارسات الاحتكارية التي تقوم بها كلا الشركتين في محاولة السيطرة على السوق.

## خلفية
كانت الشركات الصغيرة وغالبا الناشئة تتصدر سوق الحاسوب الدقيق microcomputer عندما بدأ في أواخر السبعينيات أكثر مما كان الوضع عليه في سوق الحاسوب المصغر minicomputer. بعدما أثبتت الشركات الأولى وجود هذا السوق بدأ في جذب اهتمام الشركات الكبرى له، في تجارب ناجحة أحيانا (تاندي كوربوريشن Tandy Corporation وهوليت-باكارد) وأحيانا فاشلة (تكساس إنسترمنتس Texas Instruments وديجيتال إيكويبمينت كوربرويشن DEC). ثم بدأت الشركات المتخصصة في مجال الحواسيب المركزية mainframe والمصغرة– بيج أيرون big iron – في التعرف على فرص النجاح الضخمة في سوق الحاسوب الدقيق.
أدت فوضى وتضارب السنين الأولى في أوائل الثمانينيات إلى الاتفاق على مجموعة من المعايير مثل ناقلS-100 وCP/M وأبل II ومايكروسوفت بيزيك Microsoft BASIC في ذاكرة القراء فقط (الروم) والقرص المرن 5.25 بوصة. لم تكن هناك شركة واحدة متحكمة في السوق وجعلت المنافسة الشرسة الابتكار في البرمجيات والعتاد هو القاعدة وليس الاستثناء. أغلب البرمجيات المستخدمة اليوم تستند مباشرة إلى الأفكار التي ازدهرت في هذه الفترة الذهبية، مثل الجداول المطولة وأمثلة أخرى لا تعد.
وفي عام 1981 دخلت آي بي إم سوق الحاسوب الدقيق، وقام قسم صغير في الشركة بعمل حاسوب آي بي إم الشخصي، لم يكن هذا منتجا متوقعا من آي بي إم لأنها تلقت العرض بتصنيعه من شركات مكونات components أخرى وكانت النية أن يعمل هذا الحاسوب بأنظمة تشغيل وبرمجيات الطرف الثالث third party. نشرت آي بي إم مواصفات ومخططات الحاسوب والمسماة بالبنية المفتوحة open architecture مما مكن شركات الطرف الثالث من إنتاج عتاد متوافق معها، وأصبح حاسوب آي بي أم واحدا من أنجح الأجهزة على الإطلاق.
برغم أن حاسوب آي بي إم كان تقنيا متوسط المستوى[بحاجة لمصدر] وسعره يتجاوز أسعار السوق،[بحاجة لمصدر] إلا أن ميزته الأساسية هو مساندة سمعة آي بي إم المشرفة له. كانت تلك حادثة تاريخية أن يعمل حاسوب آي بي إم بمعالج إنتل (بدلا من المعالج موتورولا 68000 المتفوق عليه تقنيا والموصى باستخدامه) وأن يعمل بنظام PC-DOS (إصدار مرخص من MS-DOS بدلا من نظام تشغيل CP/M-86)، ولكن هذه الحادثة كان لها أثر بالغ على السنين اللاحقة.
لأن حاسوب آي بي إم كان منتج شركة آي بي إم وعليه شعار آي بي إم بدأ الحاسوب الشخصي يحظى بالاحترام، أصبح من السهل على أي شركة تبرير حاجتها لشراء حاسوب دقيق أكثر مما كان الحال عليه قبل سنة أو سنتين، والأكثر سهولة تبرير شراء حاسوب آي بي إم الشخصي. نتيجة لعرض مواصفات بنية الحاسوب بدقة في كتيبات آي بي إم ونتيجة لقرب تصميم PC-DOS من نظام تشغيل CP/M السابق له أصبح هناك الآلاف من الكروت الإضافية والحزم البرمجية لحاسوب آي بي إم من شركات الطرف الثالث، فأصبح الحاسوب الشخصي هو الخيار المفضل لدى الكثيرين لدعمه لكل البرمجيات والعتاد الذي يحتاجونه.
تعامل المنافسون مع هذا السوق المتغير بأحد هذه الأساليب، بعضهم تمسك بأنظمته المستقلة والمختلفة (مثل أبل وآتاري وأكورن Acorn)، لم يتبق في السوق من هذه الأنطمة سوى نظام أبل ماكنتوش، ركز البعض الآخر (مثل شركة ديجيتال التي كانت وقتها ثاني أكبر شركات الحاسوب على مستوى العالم، وهوليت باكارد وأبريكوت Apricot) على تطوير أنظمة مشابهة ولكن أكثر تفوقا، شركات أخرى ممن كانت في صدارة السوق استمرت بعض الوقت في إنتاج بنى architectures قديمة ونظم تشغيل خاصة بها حتى أدركت الاتجاه الذي يأخذه السوق وتحولت للاستراتيجية الأكثر نجاحا على المدى الطويل وهي بناء أجهزة مماثلة قدر الإمكان لحاسوب آي بي إم وبيعها بسعر أقل أو مواصفات أعلى، لم تكن المهمة شديدة الصعوبة في البداية نتيجة لاتباع الهندسة التقليدية جدا في أجهزة آي بي إم الأولى وأسعارها التي فاقت الأسعار المعتادة، كان العائق الوحيد هو التحدي التقني الكبير في بناء نظام بيوس يماثل آداء بيوس آي بي إم بدون انتهاك حقوق الملكية.
أول شركتين رائدتين في الاستراتيجية الأخيرة كانتا شركتين ناشئتين: كولومبيا كمبيوترز وكومباك، كانا أول من حصل على سمعة توافق أجهزتهم الشديد مع أجهزة آي بي إم، معنى هذا أن باستطاعة هذه الأجهزة تشغيل برمجيات مصممة لأجهزة آي بي إم بدون إعادة ترجمتها، لم يمض طويلا حتى أصبح حاسوب آي بي إم الشخصى الأعلى مبيعا في العالم واثنان على الأقل من الأجهزة التي تلته في المبيعات كانت – لأغراض عملية – نسخا مطابقة.
أثر هذا بشكل كبير في صناعة البرمجيات، فأولا هذا معناه أنه من المنطقي تصميم برمجيات لأجهزة آي بي إم والنسخ المطابقة لها كأولوية أولى، ثم العمل على تعديلها لتتوافق مع الأنظمة الأخرى الأقل انتشارا على غير عجل.
ثانيا (والأهم) في حين كانت البرمجيات في مرحلة ما قبل آي بي إم تنتقي مجموعة بسيطة وقابلة للتنفيذ من التقنيات المتاحة (حتى تكون قادرة على العمل على أي عتاد يعمل بنظام CP/M)، الآن وقد أصبح جزء كبير من السوق يستخدم عتادا متطابقا (أو متشابه إلى حد كبير) صار استغلال أي وكل ميزة متاحة في عتاد آي بي إم أمرا عمليا.
بدأت شركات البيوس المستقلة مثل Award وChips & Technologies وPhoenix في تسويق نسخ نظيفة clean room من بيوس متوافقة 100% مع بيوس آي بي إم، ومن وقتها صار بإمكان أي شركة حاسوب قوية تصنيع أنظمة متوافقة مع أنظمة آي بي إم بسهولة.
كان السوق من عام 1984 تقريبا ينمو سريعا ولكن بشكل مستقر، لكن لم يكن هناك أثر لوجود شق الـ«وين» من «وينتيل» برغم أن مايكروسوف كانت تحقق أرباحا هائلة من بيع نظام دوس لآي بي إم ولشركات أخرى سريعة النمو وافقت على شراء رخصة MS-DOS لكل جهاز تصدره حتى الأجهزة التي تصدر مع منتجات منافسة. بالنسبة لإنتل كانت كل الأجهزة تحمل إما معالج إنتل أو معالج شركة مصنعة أخرى برخصة من إنتل. حققت مايكروسوفت وإنتل أرباحا هائلة، وفاق كم الأجهزة التي التي قامت كومباك والكثير من الشركات الأخرى بتصنيعها كل ما صنعته آي بي إم، ولكن بقيت آي بي إم وحدها الشركة القادرة على تحديد شكل الحاسوب الشخصي.
في عام 1987 بدأت آي بي إم في إنتاج عائلة حاسوب PS/2، برغم أن البنية المفتوحة لهذا الحاسوب وإصداراته اللاحقة كانت نجاحا كبيرا لهم ورغم أنهم كانوا الشركة المصنعة الوحيدة إلا أن شريحة كبيرة من السوق فضلت شراء أجهزة الشركات الأخرى الأرخص والأسرع والمتوافقة مع أجهزة آي بي إم. جاء PS/2 إس متوافقا في البرمجيات مع ما سبقه من إصدارات ولكن ليس في العتاد، فقد استخدم لأول مرة ناقل بنية القناة الدقيقة Micro Channel architecture لتحقيق سرعة أكبر في الاتصال داخل النظام، ولكنه لم يحتفظ بناقل AT المفتوح (ما سمي لاحقا ناقل ISA) مما يعني أن ملايين الكروت المصممة لأنظمة آي بي إم لن تعمل مع هذا الجهاز، بمعنى آخر أجهزة آي بي إم الجديدة لم تكن متوافقة مع آي بي إم.
بالإضافة إلى أن آي بي إم لأسباب تقنية وقانونية صممت PS/2 بحيث يصعب تقليده، وعرضت بدلا من ذلك بيع رخصة PS/2 لكن من يستطيع تحمل تكاليف حقوق الملكية، فهي لم تطلب حقوق ملكية لكل جهاز متوافق مع PS/2 فحسب بل وكل جهاز متوافق مع آي بي إم قامت الشركة المعنية بتصنيعه من قبل.
اشترت العديد من شركات الحاسوب رخصة PS/2 (شركة أبريكوت التي خسرت الكثير نتيجة لتمسكها بمحاولة إنتاج «حاسوب أفضل من آي بي إم» كانت واحدة منهم، ولكن هناك الكثير غيرها)، وقررت العديد من الشركات الأخرى الانتظار قليلا قبل أن تلزم نفسها بشئ. بعض الشركات الكبرى والمعروفة باسم عصبة التسعة قررت أن تتفق على نوع ناقل في نفس سرعة ناقل آي بي إم Microchannel أو أسرع ويصبح مفتوحا لكل الشركات وفي نفس الوقت يحتفظ بتوافق رجعي مع ناقل ISA.
كانت هذه نقطة تحول هامة: السوق بأكمله لم يكن سعيدا بانفراد آي بي إم باتخاذ القرارات المتعلقة باتجاه الصناعة. ما حدث هو أن ناقل إيسا EISA فشل تجاريا حتى بعد انخفاض تكلفته: فحين انخفضت تكلفة تصنيعه إلى الحد الذي يسمح بتواجده في معظم الحواسيب الشخصية كان ناقل فيزا الداخلي VESA Local Bus الأرخص كثيرا قد أزال الحاجة لوجوده في الحواسيب الشخصية (رغم أنه ظل منتشرا في الخوادم نظرا لاحتمال تعرض البيانات على الأقراص الصلبة المتصلة بمتحكمات VLB إلى التلف)، وكان ناقل PCI من إنتل على وشك الظهور. رغم أن الأجهزة التي تستخدم ناقل EISA لم تبع كثيرا فقد حقق الغرض منه: لم تعد آي بي إم متحكمة في سوق صناعة الحاسوب.
في نفس هذه الفترة تقريبا – نهاية الثمانينيات وبداية التسعينيات – بدأ نظام تشغيل مايكروسوفت ويندوز في الانتشار، وبدأت منافسة مايكروسوفت ديجيتال ريسيرش في السيطرة على جزء من سوق الدوس بإصدارها DR-DOS. كانت آي بي إم تخطط لاستبدال نظام الدوس بنظام OS/2 (في البداية إنتاج مشترك بين آي بي إم ومايكروسوفت ومتوافق مع الإصدارات القديمة بشكل كبير على عكس عتاد PS/2) المتفوق عليه بمراحل، ولكن مايكروسوفت فضلت أن تدفع السوق نحو منتجها الخاص ويندوز. مع تعرض آي بي إم لأكبر إهانة في تاريخها في ظل أزمة PS/2 من خسائر مالية هائلة وافتقاد واضح للوحدة والهدف، أتى أسلوب تسويق مايكروسوفت والتزامها المالي الكبير ثمارهما: أصبح ويندوز هو المعيار الجديد للسوق.
كانت العوامل المشتركة الوحيدة للشركات المنافسة الصغير منها والكبير لتحقيق ريادة مشتركة في السوق هي نظام تشغيل من مايكروسوفت ومعالجات من إنتل.

## الهيمنة
على مدى الأعوام اللاحقة حاول طرفي شراكة «وينتيل» زيادة احتكاره للسوق. حققت إنتل نجاحا كبيرا في سوق الرقاقات واللوحات الأم – فقد أصبحت أكبر شركة لوحات أم في العالم وشركة الرقاقات الوحيدة تقريبا – ولكنها تعثرت في محاولة دخول سوق رقاقات الرسوميات graphics، وبدأت (من عام 1991) في مواجهة منافسة قوية في سوق المعالجات من شركات AMD وسيريكس Cyrix وفيا وترانسميتا Transmeta.
سارت الأمور بشكل أفضل مع مايكروسوفت، في 1990 كان لمايكروسوفت شركتين منافستين (ديجيتال ريسيرش وآي بي إم) في حين لم يكن لإنتل أي منافسين، وبحلول عام 1996 صارت هناك شركتين منافستين لإنتل بلا أي منافسين لمايكروسوفت. كان قرار دمج الدوس في ويندوز 95 هو الضربة القاضية: فهو لم يجمد شركات أنظمة التشغيل المنافسة فحسب بل مكن مايكروسوفت من فرض شروطها وبأسعار أعلى (مثلا عندما طلبت من آي بي إم التوقف عن تسويق OS/2 أو دفع الضعف في ويندوز 95 مثلما فعلت منافستها كومباك) أو بمنع التصريح بإعلان «مصمم لويندوز 95» (التي كانت آداة هامة في التسويق للعتاد). كما كان بإمكان مايكروسوفت المطالبة بدعاية مجانية من شركات العتاد (مثلا حين طلبت مايكروسوفت بوضع علامات مفتاح ويندوز الدعائية على كل لوحات المفاتيح الحديثة، أو قيود الترخيص على ما يمكن وما لا يمكن عرضه أثناء بدء تشغيل الجهاز أو على سطح مكتب ويندوز). كما استطاعت مايكروسوفت السيطرة على الجزء الأكبر من سوق الشبكات (الذي كانت تسيطر عليه سابقا شركتا Lantastic وNovell) بويندوز إن تي وسوق التطبيقات التجارية (الذي كانت تقوده شركتا لوتس وووردبيرفكت) بمايكروسوفت أوفيس.
رغم أن مايكروسوفت إلى الآن هي الطرف المهيمن في شراكة وينتيل، لا ينبغي التقليل من أهمية نفوذ إنتل المتزايد. مايكروسوفت وإنتل كانا يوما شركاء مقربين ولكنهما مرا بفترة عصيبة وسعت الهوة بينهما بعد أول خلاف لهما حين قامت إنتل باستثمار ضخم في معالج Pentium Pro 32-بت في حين صدر أغلب كود ويندوز 95 على غير المتوقع 16-بت. كلا الشركتين تلتقي بمنافسي الأخرى من حين لآخر، والمثال الأوضح لهذا صلة مايكروسوفت الوثيقة بشركة AMD وإصدارها لويندوز إكس بي بروفيشنال إصدار إكس64|Windows XP x64 الذي يعمل مع الإصدار 64-بت لبنية x86 من تصميم AMD، وقرار إنتل ببيع معالجاتها لشركة أبل.
منصة platform وينتيل هي المهيمنة على سوق بنية الحاسوب الشخصي واللاب توب.
هناك آراء بأن مايكروسوفت ويندوز بتضخم حجمه قد ابتلع كل «تقدم العتاد» الذي حققته معالجات إنتل لمنصة «وينتيل» من خلال قانون مور. حاولت كلا الشركتين القضاء على مشروع OLPC XO-1 للابتوب بـ100$. بعد ظهور أجهزة netbooks توقع الإعلام زوال هيمنة وينتيل بظهور أجهزة تستخدم تكنولوجيا مختلفة وبأسعار أرخص.
إنتل تستثمر في لينوكس وميكروسوفت تعد الويندوز للعمل مع بنية ARM.

## الاستخدام الحديث للمصطلح
في أضيق معانيه يشير مصطلح «وينتيل» فقط إلى الأجهزة التي تعمل بنظام ويندوز مع معالج إنتل، ولكن المصطلح الآن يشير عادة إلى أي نظام يعمل بنظام تشغيل حديث من مايكروسوفت مع أي معالج حديث يتوافق مع بنية x86 سواء كان من صنع إنتل أو AMD. أما الأجهزة التي تعمل بنظام تشغيل من مايكروسوفت وتستخدم معالج دقيق من إنتل مبنى على بنية إيتانيوم أو ARM فلا تعتبر أنظمة وينتيل.

## معاني أخرى
هناك أيضا وينتيل المنتج البرمجي الذي يمكن نظم التشغيل المضيفة (والتطبيقات) مثل مايكروسوفت ويندوز من العمل في بيئة افتراضية آمنة بداخل نافذة في نظام MAC OS X.

## وصلات خارجية
- Intel and Microsoft Alliance